# کازون نووی
کازون نووی (به لاتین: Kazuń Nowy) یک منطقهٔ مسکونی در لهستان است که در گمینا چوسنوو واقع شده‌است. کازون نووی ۵۰۰ نفر جمعیت دارد.